# Église Saint-Jean-Baptiste de Macouria
L'église Saint-Jean-Baptiste de Macouria est une église catholique  située dans la commune de Macouria, dans le département de la Guyane.

## Historique
En 2021, on découvre qu'il y aurait de l'amiante dans le presbytère de l'église.